# Phyte Records
Phyte Records var ett amerikanskt skivbolag med säte i Washington, D.C. Bolaget gav ut hardcoremusik och bland de artister man gett ut återfinns Separation och Good Clean Fun.

### Fotnoter
1. ↑  ”Phyte Records”. Power Profiles. Arkiverad från originalet den 27 april 2013. https://archive.is/20130427162845/http://www.powerprofiles.com/profile/00005147897901/PHYTE+RECORDS-WASHINGTON-DC. Läst 11 maj 2012.
2. ↑  ”Phyte Records”. Discogs.com. http://www.discogs.com/label/Phyte+Records. Läst 11 maj 2012.